# Frank Keenan
Frank Keenan, né le 8 avril 1858 à Dubuque (Iowa) et mort le 24 février 1929 à Hollywood, est un acteur et réalisateur américain.

## Biographie
Frank Keenan est le père de l'actrice Hilda Keenan, et le grand-père de Keenan Wynn.

## Filmographie partielle
- 1915 : Un lâche (The Coward) de Thomas H. Ince et Reginald Barker
- 1916 : The Stepping Stone de Thomas H. Ince et Reginald Barker
- 1916 : Le Défenseur de Walter Edwards
- 1916 : The Phantom de Charles Giblyn
- 1917 : La Fiancée de la haine (The Bride of Hate) de Walter Edwards
- 1918 : Un garçon parfait d'Ernest C. Warde
- 1918 : Les Naufrageurs (The False Code) d'Ernest C. Warde
- 1919 : La Fille d'argent (The Silver Girl) de lui-même
- 1920 : Vengeance de folle (Dollar for Dollar) de lui-même
- 1922 : Lorna Doone de Maurice Tourneur
- 1922 : Le Train rouge (Hearts Aflame) de Reginald Barker
- 1923 : La Première Femme (Brass) de Sidney Franklin
- 1923 : Scars of Jealousy de Lambert Hillyer
- 1924 : Les Naufragées de la vie (Women Who Give) de Reginald Barker
- 1925 : Quand la porte s'ouvrit (When the Door Opened) de Reginald Barker
- 1925 : My Lady's Lips de James P. Hogan
- 1925 : East Lynne d'Emmett J. Flynn
- 1926 : Les Ailes brûlées (The Gilded Butterfly) de John Griffith Wray
- 1926 : Camille de Ralph Barton